# Little Honey
Little Honey è il nono album in studio della cantautrice statunitense Lucinda Williams, pubblicato nel 2008.

## Tracce
Tutte le tracce sono state scritte da Lucinda Williams, eccetto dove indicato.

1. Real Love – 3:45
2. Circles and X's – 3:40
3. Tears of Joy – 4:27
4. Little Rock Star – 5:42
5. Honey Bee – 3:05
6. Well Well Well – 4:29
7. If Wishes Were Horses – 5:40
8. Jailhouse Tears – 5:28
9. Knowing – 6:00
10. Heaven Blues – 5:23
11. Rarity – 8:43
12. Plan to Marry – 3:26
13. It's a Long Way to the Top (Angus Young, Malcolm Young, Bon Scott) – 4:56 (cover AC/DC)

## Formazione
- Lucinda Williams – voce, chitarra acustica
- Butch Norton – batteria, percussioni
- David Sutton – basso elettrico, contrabbasso, violonccello
- Chet Lyster – chitarra elettrica, chitarra acustica, saw and table steel
- Doug Pettibone – chitarra elettrica, chitarra acustica, pedal steel
- Rob Burger – wurlitzer, vibrafono, piano, organo Hammond
- Matthew Sweet, Susanna Hoffs – cori (Real Love, Little Rock Star, Rarity)
- Charlie Louvin, Jim Lauderdale – cori (Well Well Well)
- Elvis Costello – voce (Jailhouse Tears)
- Susan Marshall, Gia Ciambotti, Kristen Mooney – cori (Tears of Joy)
- Kristen Mooney, Tim Easton, Susan Marshall – cori (It's a Long Way to the Top)
- Jim Lauderdale, Susan Marshall, Gia Ciambotti, Kristen Mooney – cori (Jailhouse Tears)
- Bruce Fowler – trombone
- Walt Fowler – flicorno
- Albert Wing – sassofono tenore